# 2022年のアメリカンリーグチャンピオンシップシリーズ
2022年の野球において、メジャーリーグベースボール（MLB）のポストシーズンは10月7日に開幕した。アメリカンリーグの第53回リーグチャンピオンシップシリーズ（英語: 53rd American League Championship Series、以下「リーグ優勝決定戦」と表記）は、19日から23日にかけて計4試合が開催された。その結果、ヒューストン・アストロズ（西地区）がニューヨーク・ヤンキース（東地区）を4勝0敗で下し、2年連続5回目のリーグ優勝およびワールドシリーズ進出を果たした。
アストロズは、2017年から続くリーグ優勝決定戦への連続出場を6に伸ばした。これは、アトランタ・ブレーブスが1991年から1999年にかけてナショナルリーグで8大会連続出場して以来であり史上2球団目であり、アメリカンリーグに限れば歴代単独最長となった。両球団がポストシーズンで対戦するのはで3年ぶり4度目で、直近2度の対戦はアストロズ6年連続出場の1年目と3年目にあたるリーグ優勝決定戦である。その2シリーズに続き、今回もアストロズがヤンキースとの対戦を制した。シリーズMVPには、優勝を決めた第4戦で同点の3点本塁打を放つなど、4試合で打率.353・2本塁打・4打点・OPS 1.177という成績を残したアストロズのジェレミー・ペーニャが選出された。このあとアストロズは、ワールドシリーズでもナショナルリーグ王者フィラデルフィア・フィリーズを4勝2敗で下し、5年ぶり2度目の優勝を成し遂げた。
2021年、MLB機構が非銀行系住宅ローン会社のローンデポと契約を締結し、同社はその年から5年間リーグ優勝決定戦の冠スポンサーとなった。これにより、大会名はアメリカンリーグチャンピオンシップシリーズ presented by ローンデポ（英語: American League Championship Series presented by loanDepot）となる。

## 両チームの2022年
10月15日にまずアストロズ（西地区優勝）が、そして18日にはヤンキース（東地区優勝）が、それぞれ地区シリーズ突破を決めてリーグ優勝決定戦へ駒を進めた。
アストロズは前年ワールドシリーズ敗退後、正遊撃手カルロス・コレアをFA移籍で失った。チームは彼の後釜に新人のジェレミー・ペーニャを抜擢した。2022年は開幕22戦で11勝11敗と出遅れたものの、5月2日からの11連勝で一気に地区首位へ浮上する。その後は他球団を突き放し、前半戦終了時には59勝32敗で2位シアトル・マリナーズに9.0ゲーム差をつけた。8月2日のトレード期限までには、左翼手マイケル・ブラントリーの故障離脱と一塁手ユリ・グリエルの不振に対しトレイ・マンシーニを、捕手陣の打撃力の弱さに対しクリスチャン・バスケスを、左投手がいない救援投手陣に対しウィル・スミスを、それぞれ獲得した。後半戦もマリナーズらとの差を広げていき、9月19日に地区優勝を決めた。平均得点4.55はリーグ3位、防御率2.90はリーグ最高。ホセ・アルトゥーベやヨルダン・アルバレスを擁する打線の得点力もさることながら、この年はジャスティン・バーランダーやフランバー・バルデスらで形成される先発ローテーションが安定しており、多くのイニングを消化して救援投手陣の負担を軽減した。ペーニャも正遊撃手1年目から打撃で22本塁打・OPS.722を記録、守備でものちにこの年のゴールドグラブ賞を受賞することとなる活躍を見せた。ワイルドカードシリーズはリーグ最高勝率のため出場を免除され、地区シリーズではマリナーズを3勝0敗で下した。
ヤンキースは2021年、ワイルドカードゲームで敗れた。チームはグレイバー・トーレスの二塁→遊撃コンバートを失敗とみるや、拙守の捕手ゲイリー・サンチェスらをトレードに出して遊撃手アイザイア・カイナー＝ファレファらを獲得し、トーレスを二塁に戻した。2022年は中心打者アーロン・ジャッジの好調とともに、チームも記録的ペースで勝利を積み重ねていく。6月18日終了時点では49勝16敗で、162試合換算ではMLB新記録の122勝に達する勢いだった。ところがそれ以降はチームの調子が下向きとなり、7月は月間13勝13敗に終わる。8月2日のトレード期限までには先発投手フランキー・モンタスや救援投手スコット・エフロス、外野手アンドリュー・ベニンテンディらを獲得したが、いずれも不振や怪我により戦力向上に寄与せず、8月は月間10勝18敗の負け越しに沈んだ。9月27日に地区優勝は決めたものの、6月19日以降は50勝47敗、シーズンを通しても122勝どころか99勝にとどまった。平均得点4.98はリーグ最高、防御率3.30はリーグ2位。打線はジャッジの孤軍奮闘があったものの本塁打頼みのきらいがあり、投手陣は救援に切り札となる存在がいないなど、後半戦の失速で弱点が露わになった。ワイルドカードシリーズは地区優勝3球団中2番目の高勝率だったため出場を免除され、地区シリーズではクリーブランド・ガーディアンズを3勝2敗で下した。
リーグ優勝決定戦の第1・2・6・7戦を本拠地で開催できる "ホームフィールド・アドバンテージ" は、地区優勝球団どうしやワイルドカード球団どうしの対戦の場合はレギュラーシーズンの勝率がより高いほうの球団に、地区優勝球団とワイルドカード球団が対戦する場合は地区優勝球団に与えられる。したがって今シリーズでは、アストロズがアドバンテージを得る。この年のレギュラーシーズンでは両球団は7試合対戦し、アストロズが5勝2敗と勝ち越していた。

## ロースター
両チームの出場選手登録（ロースター）は以下の通り。
- 名前の横の★はこの年のオールスターゲームに選出された選手を、＃はレギュラーシーズン開幕後に入団した選手を示す。
- 年齢は今シリーズ開幕時点でのもの。

| ヒューストン・アストロズ | ヒューストン・アストロズ | ヒューストン・アストロズ | ヒューストン・アストロズ    | ヒューストン・アストロズ | ヒューストン・アストロズ | ヒューストン・アストロズ | ニューヨーク・ヤンキース | ニューヨーク・ヤンキース | ニューヨーク・ヤンキース | ニューヨーク・ヤンキース         | ニューヨーク・ヤンキース | ニューヨーク・ヤンキース | ニューヨーク・ヤンキース |
| 守備位置                 | 背番号                   | 出身                     | 選手                        | 投                       | 打                       | 年齢                     | 守備位置                 | 背番号                   | 出身                     | 選手                             | 投                       | 打                       | 年齢                     |
| ------------------------ | ------------------------ | ------------------------ | --------------------------- | ------------------------ | ------------------------ | ------------------------ | ------------------------ | ------------------------ | ------------------------ | -------------------------------- | ------------------------ | ------------------------ | ------------------------ |
| 投手                     | 52                       | ドミニカ共和国の旗       | ブライアン・アブレイユ      | 右                       | 右                       | 25                       | 投手                     | 30                       | ドミニカ共和国の旗       | ミゲル・カストロ                 | 右                       | 右                       | 27                       |
| 投手                     | 58                       | アメリカ合衆国の旗       | ハンター・ブラウン          | 右                       | 右                       | 24                       | 投手                     | 45                       | アメリカ合衆国の旗       | ゲリット・コール★                | 右                       | 右                       | 32                       |
| 投手                     | 77                       | ベネズエラの旗           | ルイス・ガルシア            | 右                       | 右                       | 25                       | 投手                     | 65                       | キューバの旗             | ネスター・コーテズ★              | 左                       | 右                       | 27                       |
| 投手                     | 53                       | ドミニカ共和国の旗       | クリスチャン・ハビエル      | 右                       | 右                       | 25                       | 投手                     | 55                       | ドミニカ共和国の旗       | ドミンゴ・ヘルマン               | 右                       | 右                       | 30                       |
| 投手                     | 61                       | アメリカ合衆国の旗       | セス・マルティネス          | 右                       | 右                       | 28                       | 投手                     | 35                       | アメリカ合衆国の旗       | クレイ・ホームズ★                | 右                       | 右                       | 29                       |
| 投手                     | 43                       | アメリカ合衆国の旗       | ランス・マッカラーズJr.     | 右                       | 左                       | 29                       | 投手                     | 43                       | ニカラグアの旗           | ジョナタン・ロアイシガ           | 右                       | 右                       | 27                       |
| 投手                     | 47                       | ドミニカ共和国の旗       | ラファエル・モンテロ        | 右                       | 右                       | 32                       | 投手                     | 47                       | ドミニカ共和国の旗       | フランキー・モンタス＃           | 右                       | 右                       | 29                       |
| 投手                     | 50                       | ドミニカ共和国の旗       | ヘクター・ネリス            | 右                       | 右                       | 33                       | 投手                     | 58                       | ドミニカ共和国の旗       | ワンディ・ペラルタ               | 左                       | 左                       | 31                       |
| 投手                     | 55                       | アメリカ合衆国の旗       | ライアン・プレスリー        | 右                       | 右                       | 33                       | 投手                     | 86                       | アメリカ合衆国の旗       | クラーク・シュミット             | 右                       | 右                       | 26                       |
| 投手                     | 45                       | アメリカ合衆国の旗       | ライン・スタネック          | 右                       | 右                       | 31                       | 投手                     | 40                       | ドミニカ共和国の旗       | ルイス・セベリーノ               | 右                       | 右                       | 28                       |
| 投手                     | 65                       | メキシコの旗             | ホセ・ウルキディ            | 右                       | 右                       | 27                       | 投手                     | 50                       | アメリカ合衆国の旗       | ジェイムソン・タイヨン           | 右                       | 右                       | 30                       |
| 投手                     | 59                       | ドミニカ共和国の旗       | フランバー・バルデス★       | 左                       | 右                       | 28                       | 投手                     | 56                       | アメリカ合衆国の旗       | ルー・トリビーノ＃               | 右                       | 右                       | 31                       |
| 投手                     | 35                       | アメリカ合衆国の旗       | ジャスティン・バーランダー★ | 右                       | 右                       | 39                       | 投手                     | 68                       | アメリカ合衆国の旗       | グレッグ・ワイサート             | 右                       | 右                       | 27                       |
| 捕手                     | 15                       | プエルトリコの旗         | マーティン・マルドナード    | 右                       | 右                       | 36                       | 捕手                     | 66                       | アメリカ合衆国の旗       | カイル・ヒガシオカ               | 右                       | 右                       | 32                       |
| 捕手                     | 9                        | プエルトリコの旗         | クリスチャン・バスケス＃    | 右                       | 右                       | 32                       | 捕手                     | 39                       | アメリカ合衆国の旗       | ホセ・トレビーノ★                | 右                       | 右                       | 29                       |
| 内野手                   | 27                       | ベネズエラの旗           | ホセ・アルトゥーベ★         | 右                       | 右                       | 32                       | 内野手                   | 95                       | ベネズエラの旗           | オズワルド・カブレラ             | 右                       | 両                       | 23                       |
| 内野手                   | 2                        | アメリカ合衆国の旗       | アレックス・ブレグマン      | 右                       | 右                       | 28                       | 内野手                   | 24                       | アメリカ合衆国の旗       | マット・カーペンター＃           | 右                       | 左                       | 36                       |
| 内野手                   | 16                       | キューバの旗             | アレドミス・ディアス        | 右                       | 右                       | 32                       | 内野手                   | 28                       | アメリカ合衆国の旗       | ジョシュ・ドナルドソン           | 右                       | 右                       | 36                       |
| 内野手                   | 14                       | ホンジュラスの旗         | マウリシオ・デュボーン＃    | 右                       | 右                       | 28                       | 内野手                   | 12                       | アメリカ合衆国の旗       | アイザイア・カイナー＝ファレファ | 右                       | 右                       | 27                       |
| 内野手                   | 10                       | キューバの旗             | ユリ・グリエル              | 右                       | 右                       | 38                       | 内野手                   | 91                       | ベネズエラの旗           | オズワルド・ペラザ               | 右                       | 右                       | 22                       |
| 内野手                   | 17                       | アメリカ合衆国の旗       | デビッド・ヘンズリー        | 右                       | 右                       | 26                       | 内野手                   | 48                       | アメリカ合衆国の旗       | アンソニー・リゾ                 | 左                       | 左                       | 33                       |
| 内野手                   | 26                       | アメリカ合衆国の旗       | トレイ・マンシーニ＃        | 右                       | 右                       | 30                       | 内野手                   | 25                       | ベネズエラの旗           | グレイバー・トーレス             | 右                       | 右                       | 25                       |
| 内野手                   | 3                        | ドミニカ共和国の旗       | ジェレミー・ペーニャ        | 右                       | 右                       | 25                       | 外野手                   | 22                       | アメリカ合衆国の旗       | ハリソン・ベイダー＃             | 右                       | 右                       | 28                       |
| 外野手                   | 44                       | キューバの旗             | ヨルダン・アルバレス★       | 右                       | 左                       | 25                       | 外野手                   | 99                       | アメリカ合衆国の旗       | アーロン・ジャッジ★              | 右                       | 右                       | 30                       |
| 外野手                   | 20                       | アメリカ合衆国の旗       | チャズ・マコーミック        | 左                       | 右                       | 27                       | 外野手                   | 33                       | アメリカ合衆国の旗       | ティム・ロカストロ               | 右                       | 右                       | 30                       |
| 外野手                   | 30                       | アメリカ合衆国の旗       | カイル・タッカー★           | 右                       | 左                       | 25                       | 外野手                   | 27                       | アメリカ合衆国の旗       | ジャンカルロ・スタントン★        | 右                       | 右                       | 32                       |

アストロズは地区シリーズのロースターから、外野手のジェイク・マイヤーズに代えて救援投手のセス・マルティネスを加えた。控え野手のうち、打席での対応力に秀でたデビッド・ヘンズリーと外野の守備固めもこなせるマウリシオ・デュボーンが残ることになり、外される野手にはマイヤーズが選ばれた。地区シリーズの3試合でマイヤーズは、第1戦は9回裏に代走で出場、第2戦は8番・中堅で先発し2打席2三振、第3戦は出番なしに終わっていた。彼に代わって入ったのが投手なのは、5戦3勝制の地区シリーズから7戦4勝制のリーグ優勝決定戦へとシリーズが長くなるのに備え、投手陣の層を厚くするためである。マルティネスはこの年のレギュラーシーズンで、右打者に対し99打席で2被長打・被OPS.394と強く、今シリーズでも右打者の多いヤンキース打線に対し好投が期待される。
ヤンキースも投手をひとり増やした。こちらの入れ替えは3枠で、左投手のルーカス・リットキー、野手のアーロン・ヒックスとマーウィン・ゴンザレスが外され、右投手のフランキー・モンタスとグレッグ・ワイサート、野手のオズワルド・ペラザが加えられた。故障のため地区シリーズのロースターから漏れた選手のうち、野手のDJ・ルメイユやアンドリュー・ベニンテンディ、救援右腕ロン・マリナッシオといった面々は今シリーズでも復帰が見送られた。そうしたなかでモンタスは9月中旬からの右肩痛が癒え、かつアストロズ戦の通算防御率が3.40と良いことからロースター入りした。ヒックスは地区シリーズ第5戦の左翼守備で遊撃手オズワルド・カブレラと交錯し負傷退場、ゴンザレスはヒックスに代わって途中出場したのみ、リットキーはシリーズを通して登板機会がなかった。

## 開幕前の予想
MLB.comが所属記者・アナリスト80人にどちらがシリーズを制するか予想させたところ、アストロズ勝利予想が64人に対しヤンキース勝利予想が16人という結果となった。同様の企画はESPNや『スポーツ・イラストレイテッド』でも行われたが、前者では12人中11人が、後者では7人中6人が、それぞれアストロズを支持した。

## 試合結果
2022年のアメリカンリーグ優勝決定戦は10月19日に開幕し、途中に移動日を挟んで5日間で4試合が行われた。前年シーズン終了後にMLB機構と選手会との労使交渉がもつれてロックアウトが実施され、今シーズンの開幕が3月31日から4月7日へ後ろ倒しされた影響で、例年設けられていた第5戦と第6戦の間の移動日が今シリーズではなくなったが、結局シリーズは4試合で決着した。日程・結果は以下の通り。
| 日付                                                    | 試合  | ビジター球団（先攻）     | スコア | ホーム球団（後攻）       | 開催球場               | 開催球場                                   |
| ------------------------------------------------------- | ----- | ------------------------ | ------ | ------------------------ | ---------------------- | ------------------------------------------ |
| 10月19日（水）                                          | 第1戦 | ニューヨーク・ヤンキース | 2－4   | ヒューストン・アストロズ | ミニッツメイド・パーク | ミニッツメイド・パークヤンキー・スタジアム |
| 10月20日（木）                                          | 第2戦 | ニューヨーク・ヤンキース | 2－3   | ヒューストン・アストロズ | ミニッツメイド・パーク | ミニッツメイド・パークヤンキー・スタジアム |
| 10月21日（金）                                          |       | 移動日                   | 移動日 | 移動日                   |                        | ミニッツメイド・パークヤンキー・スタジアム |
| 10月22日（土）                                          | 第3戦 | ヒューストン・アストロズ | 5－0   | ニューヨーク・ヤンキース | ヤンキー・スタジアム   | ミニッツメイド・パークヤンキー・スタジアム |
| 10月23日（日）                                          | 第4戦 | ヒューストン・アストロズ | 6－5   | ニューヨーク・ヤンキース | ヤンキー・スタジアム   | ミニッツメイド・パークヤンキー・スタジアム |
| 優勝：ヒューストン・アストロズ（4勝0敗 / 2年連続5度目） |       |                          |        |                          |                        | ミニッツメイド・パークヤンキー・スタジアム |

### 第1戦 10月19日
- ミニッツメイド・パーク（テキサス州ヒューストン）

|                          | 1 | 2 | 3 | 4 | 5 | 6 | 7 | 8 | 9 | R | H | E |
| ------------------------ | - | - | - | - | - | - | - | - | - | - | - | - |
| ニューヨーク・ヤンキース | 0 | 1 | 0 | 0 | 0 | 0 | 0 | 1 | 0 | 2 | 5 | 0 |
| ヒューストン・アストロズ | 0 | 1 | 0 | 0 | 0 | 2 | 1 | 0 | X | 4 | 7 | 1 |

1. 勝利：ジャスティン・バーランダー（1勝）
2. セーブ：ライアン・プレスリー（1S）
3. 敗戦：クラーク・シュミット（1敗）
4. 本塁打
NYY：ハリソン・ベイダー1号ソロ、アンソニー・リゾ1号ソロ
HOU：ユリ・グリエル1号ソロ、チャズ・マコーミック1号ソロ、ジェレミー・ペーニャ1号ソロ
5. 審判
［球審］マイク・ムフリンスキー
［塁審］一塁: アルフォンソ・マルケス、二塁: エイドリアン・ジョンソン、三塁: ビック・カラパッツァ
［外審］左翼: クリス・グッチオーネ、右翼: クリス・コンロイ
6. 試合開始時刻: 中部夏時間（UTC-5）午後6時39分  試合時間: 3時間21分  観客: 4万1487人  気温: 67°F（19.4°C）
詳細: MLB.com Gameday / ESPN.com / Baseball-Reference.com / FanGraphs

| ニューヨーク・ヤンキース | ニューヨーク・ヤンキース | ニューヨーク・ヤンキース | ニューヨーク・ヤンキース | ニューヨーク・ヤンキース | ヒューストン・アストロズ | ヒューストン・アストロズ | ヒューストン・アストロズ | ヒューストン・アストロズ | ヒューストン・アストロズ |
| ------------------------ | ------------------------ | ------------------------ | ------------------------ | --- | ------------------------ | ------------------------ | ------------------------ | ------------------------ | --- |
| 打順                     | 守備                     | 選手                     | 打席                     | J・タイヨンJ・トレビーノA・リゾG・トーレスJ・ドナルド · ソンI・カイナー＝ · ファレファG・スタントンH・ベイダーA・ジャッジM・カーペンター | 打順                     | 守備                     | 選手                     | 打席                     | J・バーランダーM・マルドナードY・グリエルJ・アルトゥーベA・ブレグマンJ・ペーニャY・アルバレスC・マコーミックK・タッカーA・ディアス |
| 1                        | 二                       | G・トーレス              | 右                       | J・タイヨンJ・トレビーノA・リゾG・トーレスJ・ドナルド · ソンI・カイナー＝ · ファレファG・スタントンH・ベイダーA・ジャッジM・カーペンター | 1                        | 二                       | J・アルトゥーベ          | 右                       | J・バーランダーM・マルドナードY・グリエルJ・アルトゥーベA・ブレグマンJ・ペーニャY・アルバレスC・マコーミックK・タッカーA・ディアス |
| 2                        | 右                       | A・ジャッジ              | 右                       | J・タイヨンJ・トレビーノA・リゾG・トーレスJ・ドナルド · ソンI・カイナー＝ · ファレファG・スタントンH・ベイダーA・ジャッジM・カーペンター | 2                        | 遊                       | J・ペーニャ              | 右                       | J・バーランダーM・マルドナードY・グリエルJ・アルトゥーベA・ブレグマンJ・ペーニャY・アルバレスC・マコーミックK・タッカーA・ディアス |
| 3                        | 一                       | A・リゾ                  | 左                       | J・タイヨンJ・トレビーノA・リゾG・トーレスJ・ドナルド · ソンI・カイナー＝ · ファレファG・スタントンH・ベイダーA・ジャッジM・カーペンター | 3                        | 左                       | Y・アルバレス            | 左                       | J・バーランダーM・マルドナードY・グリエルJ・アルトゥーベA・ブレグマンJ・ペーニャY・アルバレスC・マコーミックK・タッカーA・ディアス |
| 4                        | 左                       | G・スタントン            | 右                       | J・タイヨンJ・トレビーノA・リゾG・トーレスJ・ドナルド · ソンI・カイナー＝ · ファレファG・スタントンH・ベイダーA・ジャッジM・カーペンター | 4                        | 三                       | A・ブレグマン            | 右                       | J・バーランダーM・マルドナードY・グリエルJ・アルトゥーベA・ブレグマンJ・ペーニャY・アルバレスC・マコーミックK・タッカーA・ディアス |
| 5                        | 三                       | J・ドナルドソン          | 右                       | J・タイヨンJ・トレビーノA・リゾG・トーレスJ・ドナルド · ソンI・カイナー＝ · ファレファG・スタントンH・ベイダーA・ジャッジM・カーペンター | 5                        | 右                       | K・タッカー              | 左                       | J・バーランダーM・マルドナードY・グリエルJ・アルトゥーベA・ブレグマンJ・ペーニャY・アルバレスC・マコーミックK・タッカーA・ディアス |
| 6                        | DH                       | M・カーペンター          | 左                       | J・タイヨンJ・トレビーノA・リゾG・トーレスJ・ドナルド · ソンI・カイナー＝ · ファレファG・スタントンH・ベイダーA・ジャッジM・カーペンター | 6                        | 一                       | Y・グリエル              | 右                       | J・バーランダーM・マルドナードY・グリエルJ・アルトゥーベA・ブレグマンJ・ペーニャY・アルバレスC・マコーミックK・タッカーA・ディアス |
| 7                        | 中                       | H・ベイダー              | 右                       | J・タイヨンJ・トレビーノA・リゾG・トーレスJ・ドナルド · ソンI・カイナー＝ · ファレファG・スタントンH・ベイダーA・ジャッジM・カーペンター | 7                        | DH                       | A・ディアス              | 右                       | J・バーランダーM・マルドナードY・グリエルJ・アルトゥーベA・ブレグマンJ・ペーニャY・アルバレスC・マコーミックK・タッカーA・ディアス |
| 8                        | 遊                       | I・カイナー＝ファレファ  | 右                       | J・タイヨンJ・トレビーノA・リゾG・トーレスJ・ドナルド · ソンI・カイナー＝ · ファレファG・スタントンH・ベイダーA・ジャッジM・カーペンター | 8                        | 中                       | C・マコーミック          | 右                       | J・バーランダーM・マルドナードY・グリエルJ・アルトゥーベA・ブレグマンJ・ペーニャY・アルバレスC・マコーミックK・タッカーA・ディアス |
| 9                        | 捕                       | J・トレビーノ            | 右                       | J・タイヨンJ・トレビーノA・リゾG・トーレスJ・ドナルド · ソンI・カイナー＝ · ファレファG・スタントンH・ベイダーA・ジャッジM・カーペンター | 9                        | 捕                       | M・マルドナード          | 右                       | J・バーランダーM・マルドナードY・グリエルJ・アルトゥーベA・ブレグマンJ・ペーニャY・アルバレスC・マコーミックK・タッカーA・ディアス |
| 先発投手                 | 先発投手                 | 先発投手                 | 投球                     | J・タイヨンJ・トレビーノA・リゾG・トーレスJ・ドナルド · ソンI・カイナー＝ · ファレファG・スタントンH・ベイダーA・ジャッジM・カーペンター | 先発投手                 | 先発投手                 | 先発投手                 | 投球                     | J・バーランダーM・マルドナードY・グリエルJ・アルトゥーベA・ブレグマンJ・ペーニャY・アルバレスC・マコーミックK・タッカーA・ディアス |
| J・タイヨン              | J・タイヨン              | J・タイヨン              | 右                       | J・タイヨンJ・トレビーノA・リゾG・トーレスJ・ドナルド · ソンI・カイナー＝ · ファレファG・スタントンH・ベイダーA・ジャッジM・カーペンター | J・バーランダー          | J・バーランダー          | J・バーランダー          | 右                       | J・バーランダーM・マルドナードY・グリエルJ・アルトゥーベA・ブレグマンJ・ペーニャY・アルバレスC・マコーミックK・タッカーA・ディアス |

### 第2戦 10月20日
- ミニッツメイド・パーク（テキサス州ヒューストン）

|                          | 1 | 2 | 3 | 4 | 5 | 6 | 7 | 8 | 9 | R | H | E |
| ------------------------ | - | - | - | - | - | - | - | - | - | - | - | - |
| ニューヨーク・ヤンキース | 0 | 0 | 0 | 2 | 0 | 0 | 0 | 0 | 0 | 2 | 4 | 0 |
| ヒューストン・アストロズ | 0 | 0 | 3 | 0 | 0 | 0 | 0 | 0 | X | 3 | 8 | 2 |

1. 勝利：フランバー・バルデス（1勝）
2. セーブ：ライアン・プレスリー（2S）
3. 敗戦：ルイス・セベリーノ（1敗）
4. 本塁打
HOU：アレックス・ブレグマン1号3ラン
5. 審判
［球審］D.J.レイバーン
［塁審］一塁: エイドリアン・ジョンソン、二塁: ビック・カラパッツァ、三塁: クリス・グッチオーネ
［外審］左翼: クリス・コンロイ、右翼: マイク・ムフリンスキー
6. 試合開始時刻: 中部夏時間（UTC-5）午後6時40分  試合時間: 3時間16分  観客: 4万1700人  気温: 78°F（25.6°C）
詳細: MLB.com Gameday / ESPN.com / Baseball-Reference.com / FanGraphs

| ニューヨーク・ヤンキース | ニューヨーク・ヤンキース | ニューヨーク・ヤンキース | ニューヨーク・ヤンキース | ニューヨーク・ヤンキース                                                                                              | ヒューストン・アストロズ | ヒューストン・アストロズ | ヒューストン・アストロズ | ヒューストン・アストロズ | ヒューストン・アストロズ |
| ------------------------ | ------------------------ | ------------------------ | ------------------------ | --- | ------------------------ | ------------------------ | ------------------------ | ------------------------ | --- |
| 打順                     | 守備                     | 選手                     | 打席                     | L・セベリーノK・ヒガシオカA・リゾG・トーレスJ・ドナルド · ソンO・ペラザO・カブレラH・ベイダーA・ジャッジG・スタントン | 打順                     | 守備                     | 選手                     | 打席                     | F・バルデスM・マルドナードY・グリエルJ・アルトゥーベA・ブレグマンJ・ペーニャA・ディアスC・マコーミックK・タッカーY・アルバレス |
| 1                        | 中                       | H・ベイダー              | 右                       | L・セベリーノK・ヒガシオカA・リゾG・トーレスJ・ドナルド · ソンO・ペラザO・カブレラH・ベイダーA・ジャッジG・スタントン | 1                        | 二                       | J・アルトゥーベ          | 右                       | F・バルデスM・マルドナードY・グリエルJ・アルトゥーベA・ブレグマンJ・ペーニャA・ディアスC・マコーミックK・タッカーY・アルバレス |
| 2                        | 右                       | A・ジャッジ              | 右                       | L・セベリーノK・ヒガシオカA・リゾG・トーレスJ・ドナルド · ソンO・ペラザO・カブレラH・ベイダーA・ジャッジG・スタントン | 2                        | 遊                       | J・ペーニャ              | 右                       | F・バルデスM・マルドナードY・グリエルJ・アルトゥーベA・ブレグマンJ・ペーニャA・ディアスC・マコーミックK・タッカーY・アルバレス |
| 3                        | DH                       | G・スタントン            | 右                       | L・セベリーノK・ヒガシオカA・リゾG・トーレスJ・ドナルド · ソンO・ペラザO・カブレラH・ベイダーA・ジャッジG・スタントン | 3                        | DH                       | Y・アルバレス            | 左                       | F・バルデスM・マルドナードY・グリエルJ・アルトゥーベA・ブレグマンJ・ペーニャA・ディアスC・マコーミックK・タッカーY・アルバレス |
| 4                        | 一                       | A・リゾ                  | 左                       | L・セベリーノK・ヒガシオカA・リゾG・トーレスJ・ドナルド · ソンO・ペラザO・カブレラH・ベイダーA・ジャッジG・スタントン | 4                        | 三                       | A・ブレグマン            | 右                       | F・バルデスM・マルドナードY・グリエルJ・アルトゥーベA・ブレグマンJ・ペーニャA・ディアスC・マコーミックK・タッカーY・アルバレス |
| 5                        | 二                       | G・トーレス              | 右                       | L・セベリーノK・ヒガシオカA・リゾG・トーレスJ・ドナルド · ソンO・ペラザO・カブレラH・ベイダーA・ジャッジG・スタントン | 5                        | 右                       | K・タッカー              | 左                       | F・バルデスM・マルドナードY・グリエルJ・アルトゥーベA・ブレグマンJ・ペーニャA・ディアスC・マコーミックK・タッカーY・アルバレス |
| 6                        | 三                       | J・ドナルドソン          | 右                       | L・セベリーノK・ヒガシオカA・リゾG・トーレスJ・ドナルド · ソンO・ペラザO・カブレラH・ベイダーA・ジャッジG・スタントン | 6                        | 一                       | Y・グリエル              | 右                       | F・バルデスM・マルドナードY・グリエルJ・アルトゥーベA・ブレグマンJ・ペーニャA・ディアスC・マコーミックK・タッカーY・アルバレス |
| 7                        | 捕                       | K・ヒガシオカ            | 右                       | L・セベリーノK・ヒガシオカA・リゾG・トーレスJ・ドナルド · ソンO・ペラザO・カブレラH・ベイダーA・ジャッジG・スタントン | 7                        | 左                       | A・ディアス              | 右                       | F・バルデスM・マルドナードY・グリエルJ・アルトゥーベA・ブレグマンJ・ペーニャA・ディアスC・マコーミックK・タッカーY・アルバレス |
| 8                        | 遊                       | O・ペラザ                | 右                       | L・セベリーノK・ヒガシオカA・リゾG・トーレスJ・ドナルド · ソンO・ペラザO・カブレラH・ベイダーA・ジャッジG・スタントン | 8                        | 中                       | C・マコーミック          | 右                       | F・バルデスM・マルドナードY・グリエルJ・アルトゥーベA・ブレグマンJ・ペーニャA・ディアスC・マコーミックK・タッカーY・アルバレス |
| 9                        | 左                       | O・カブレラ              | 両                       | L・セベリーノK・ヒガシオカA・リゾG・トーレスJ・ドナルド · ソンO・ペラザO・カブレラH・ベイダーA・ジャッジG・スタントン | 9                        | 捕                       | M・マルドナード          | 右                       | F・バルデスM・マルドナードY・グリエルJ・アルトゥーベA・ブレグマンJ・ペーニャA・ディアスC・マコーミックK・タッカーY・アルバレス |
| 先発投手                 | 先発投手                 | 先発投手                 | 投球                     | L・セベリーノK・ヒガシオカA・リゾG・トーレスJ・ドナルド · ソンO・ペラザO・カブレラH・ベイダーA・ジャッジG・スタントン | 先発投手                 | 先発投手                 | 先発投手                 | 投球                     | F・バルデスM・マルドナードY・グリエルJ・アルトゥーベA・ブレグマンJ・ペーニャA・ディアスC・マコーミックK・タッカーY・アルバレス |
| L・セベリーノ            | L・セベリーノ            | L・セベリーノ            | 右                       | L・セベリーノK・ヒガシオカA・リゾG・トーレスJ・ドナルド · ソンO・ペラザO・カブレラH・ベイダーA・ジャッジG・スタントン | F・バルデス              | F・バルデス              | F・バルデス              | 左                       | F・バルデスM・マルドナードY・グリエルJ・アルトゥーベA・ブレグマンJ・ペーニャA・ディアスC・マコーミックK・タッカーY・アルバレス |

### 第3戦 10月22日
- ヤンキー・スタジアム（ニューヨーク州ニューヨーク市ブロンクス区）

|                          | 1 | 2 | 3 | 4 | 5 | 6 | 7 | 8 | 9 | R | H | E |
| ------------------------ | - | - | - | - | - | - | - | - | - | - | - | - |
| ヒューストン・アストロズ | 0 | 2 | 0 | 0 | 0 | 3 | 0 | 0 | 0 | 5 | 6 | 0 |
| ニューヨーク・ヤンキース | 0 | 0 | 0 | 0 | 0 | 0 | 0 | 0 | 0 | 0 | 3 | 1 |

1. 勝利：クリスチャン・ハビエル（1勝）
2. 敗戦：ゲリット・コール（1敗）
3. 本塁打
HOU：チャズ・マコーミック2号2ラン
4. 審判
［球審］アルフォンソ・マルケス
［塁審］一塁: ビック・カラパッツァ、二塁: クリス・グッチオーネ、三塁: クリス・コンロイ
［外審］左翼: マイク・ムフリンスキー、右翼: D.J.レイバーン
5. 試合開始時刻: 東部夏時間（UTC-4）午後5時8分  試合時間: 3時間35分  観客: 4万7569人  気温: 67°F（19.4°C）
詳細: MLB.com Gameday / ESPN.com / Baseball-Reference.com / FanGraphs

| ヒューストン・アストロズ | ヒューストン・アストロズ | ヒューストン・アストロズ | ヒューストン・アストロズ | ヒューストン・アストロズ | ニューヨーク・ヤンキース | ニューヨーク・ヤンキース | ニューヨーク・ヤンキース | ニューヨーク・ヤンキース | ニューヨーク・ヤンキース                                                                                                |
| ------------------------ | ------------------------ | ------------------------ | ------------------------ | --- | ------------------------ | ------------------------ | ------------------------ | ------------------------ | --- |
| 打順                     | 守備                     | 選手                     | 打席                     | C・ハビエルC・バスケスY・グリエルJ・アルトゥーベA・ブレグマンJ・ペーニャY・アルバレスC・マコーミックK・タッカーT・マンシーニ | 打順                     | 守備                     | 選手                     | 打席                     | G・コールJ・トレビーノA・リゾG・トーレスJ・ドナルド · ソンO・カブレラG・スタントンH・ベイダーA・ジャッジM・カーペンター |
| 1                        | 二                       | J・アルトゥーベ          | 右                       | C・ハビエルC・バスケスY・グリエルJ・アルトゥーベA・ブレグマンJ・ペーニャY・アルバレスC・マコーミックK・タッカーT・マンシーニ | 1                        | 一                       | A・リゾ                  | 左                       | G・コールJ・トレビーノA・リゾG・トーレスJ・ドナルド · ソンO・カブレラG・スタントンH・ベイダーA・ジャッジM・カーペンター |
| 2                        | 遊                       | J・ペーニャ              | 右                       | C・ハビエルC・バスケスY・グリエルJ・アルトゥーベA・ブレグマンJ・ペーニャY・アルバレスC・マコーミックK・タッカーT・マンシーニ | 2                        | 右                       | A・ジャッジ              | 右                       | G・コールJ・トレビーノA・リゾG・トーレスJ・ドナルド · ソンO・カブレラG・スタントンH・ベイダーA・ジャッジM・カーペンター |
| 3                        | 左                       | Y・アルバレス            | 左                       | C・ハビエルC・バスケスY・グリエルJ・アルトゥーベA・ブレグマンJ・ペーニャY・アルバレスC・マコーミックK・タッカーT・マンシーニ | 3                        | 左                       | G・スタントン            | 右                       | G・コールJ・トレビーノA・リゾG・トーレスJ・ドナルド · ソンO・カブレラG・スタントンH・ベイダーA・ジャッジM・カーペンター |
| 4                        | 三                       | A・ブレグマン            | 右                       | C・ハビエルC・バスケスY・グリエルJ・アルトゥーベA・ブレグマンJ・ペーニャY・アルバレスC・マコーミックK・タッカーT・マンシーニ | 4                        | 二                       | G・トーレス              | 右                       | G・コールJ・トレビーノA・リゾG・トーレスJ・ドナルド · ソンO・カブレラG・スタントンH・ベイダーA・ジャッジM・カーペンター |
| 5                        | 右                       | K・タッカー              | 左                       | C・ハビエルC・バスケスY・グリエルJ・アルトゥーベA・ブレグマンJ・ペーニャY・アルバレスC・マコーミックK・タッカーT・マンシーニ | 5                        | DH                       | M・カーペンター          | 左                       | G・コールJ・トレビーノA・リゾG・トーレスJ・ドナルド · ソンO・カブレラG・スタントンH・ベイダーA・ジャッジM・カーペンター |
| 6                        | 一                       | Y・グリエル              | 右                       | C・ハビエルC・バスケスY・グリエルJ・アルトゥーベA・ブレグマンJ・ペーニャY・アルバレスC・マコーミックK・タッカーT・マンシーニ | 6                        | 中                       | H・ベイダー              | 右                       | G・コールJ・トレビーノA・リゾG・トーレスJ・ドナルド · ソンO・カブレラG・スタントンH・ベイダーA・ジャッジM・カーペンター |
| 7                        | DH                       | T・マンシーニ            | 右                       | C・ハビエルC・バスケスY・グリエルJ・アルトゥーベA・ブレグマンJ・ペーニャY・アルバレスC・マコーミックK・タッカーT・マンシーニ | 7                        | 三                       | J・ドナルドソン          | 右                       | G・コールJ・トレビーノA・リゾG・トーレスJ・ドナルド · ソンO・カブレラG・スタントンH・ベイダーA・ジャッジM・カーペンター |
| 8                        | 捕                       | C・バスケス              | 右                       | C・ハビエルC・バスケスY・グリエルJ・アルトゥーベA・ブレグマンJ・ペーニャY・アルバレスC・マコーミックK・タッカーT・マンシーニ | 8                        | 遊                       | O・カブレラ              | 両                       | G・コールJ・トレビーノA・リゾG・トーレスJ・ドナルド · ソンO・カブレラG・スタントンH・ベイダーA・ジャッジM・カーペンター |
| 9                        | 中                       | C・マコーミック          | 右                       | C・ハビエルC・バスケスY・グリエルJ・アルトゥーベA・ブレグマンJ・ペーニャY・アルバレスC・マコーミックK・タッカーT・マンシーニ | 9                        | 捕                       | J・トレビーノ            | 右                       | G・コールJ・トレビーノA・リゾG・トーレスJ・ドナルド · ソンO・カブレラG・スタントンH・ベイダーA・ジャッジM・カーペンター |
| 先発投手                 | 先発投手                 | 先発投手                 | 投球                     | C・ハビエルC・バスケスY・グリエルJ・アルトゥーベA・ブレグマンJ・ペーニャY・アルバレスC・マコーミックK・タッカーT・マンシーニ | 先発投手                 | 先発投手                 | 先発投手                 | 投球                     | G・コールJ・トレビーノA・リゾG・トーレスJ・ドナルド · ソンO・カブレラG・スタントンH・ベイダーA・ジャッジM・カーペンター |
| C・ハビエル              | C・ハビエル              | C・ハビエル              | 右                       | C・ハビエルC・バスケスY・グリエルJ・アルトゥーベA・ブレグマンJ・ペーニャY・アルバレスC・マコーミックK・タッカーT・マンシーニ | G・コール                | G・コール                | G・コール                | 右                       | G・コールJ・トレビーノA・リゾG・トーレスJ・ドナルド · ソンO・カブレラG・スタントンH・ベイダーA・ジャッジM・カーペンター |

### 第4戦 10月23日
- ヤンキー・スタジアム（ニューヨーク州ニューヨーク市ブロンクス区）

|                          | 1 | 2 | 3 | 4 | 5 | 6 | 7 | 8 | 9 | R | H | E |
| ------------------------ | - | - | - | - | - | - | - | - | - | - | - | - |
| ヒューストン・アストロズ | 0 | 0 | 4 | 0 | 0 | 0 | 2 | 0 | 0 | 6 | 9 | 0 |
| ニューヨーク・ヤンキース | 2 | 1 | 0 | 1 | 0 | 1 | 0 | 0 | 0 | 5 | 9 | 1 |

1. 勝利：ヘクター・ネリス（1勝）
2. セーブ：ライアン・プレスリー（3S）
3. 敗戦：ジョナタン・ロアイシガ（1敗）
4. 本塁打
HOU：ジェレミー・ペーニャ2号3ラン
NYY：ハリソン・ベイダー2号ソロ
5. 審判
［球審］エイドリアン・ジョンソン
［塁審］一塁: クリス・グッチオーネ、二塁: クリス・コンロイ、三塁: マイク・ムフリンスキー
［外審］左翼: D.J.レイバーン、右翼: アルフォンソ・マルケス
6. 試合開始時刻: 東部夏時間（UTC-4）午後8時31分  試合時間: 3時間37分  観客: 4万6545人  気温: 57°F（13.9°C）
詳細: MLB.com Gameday / ESPN.com / Baseball-Reference.com / FanGraphs

| ヒューストン・アストロズ | ヒューストン・アストロズ | ヒューストン・アストロズ | ヒューストン・アストロズ | ヒューストン・アストロズ | ニューヨーク・ヤンキース | ニューヨーク・ヤンキース | ニューヨーク・ヤンキース | ニューヨーク・ヤンキース | ニューヨーク・ヤンキース |
| ------------------------ | ------------------------ | ------------------------ | ------------------------ | --- | ------------------------ | ------------------------ | ------------------------ | ------------------------ | --- |
| 打順                     | 守備                     | 選手                     | 打席                     | L・マッカラーズJr.M・マルドナードY・グリエルJ・アルトゥーベA・ブレグマンJ・ペーニャY・アルバレスC・マコーミックK・タッカーT・マンシーニ | 打順                     | 守備                     | 選手                     | 打席                     | N・コーテズJ・トレビーノA・リゾG・トーレスJ・ドナルド · ソンI・カイナー＝ · ファレファO・カブレラH・ベイダーA・ジャッジG・スタントン |
| 1                        | 二                       | J・アルトゥーベ          | 右                       | L・マッカラーズJr.M・マルドナードY・グリエルJ・アルトゥーベA・ブレグマンJ・ペーニャY・アルバレスC・マコーミックK・タッカーT・マンシーニ | 1                        | 中                       | H・ベイダー              | 右                       | N・コーテズJ・トレビーノA・リゾG・トーレスJ・ドナルド · ソンI・カイナー＝ · ファレファO・カブレラH・ベイダーA・ジャッジG・スタントン |
| 2                        | 遊                       | J・ペーニャ              | 右                       | L・マッカラーズJr.M・マルドナードY・グリエルJ・アルトゥーベA・ブレグマンJ・ペーニャY・アルバレスC・マコーミックK・タッカーT・マンシーニ | 2                        | 右                       | A・ジャッジ              | 右                       | N・コーテズJ・トレビーノA・リゾG・トーレスJ・ドナルド · ソンI・カイナー＝ · ファレファO・カブレラH・ベイダーA・ジャッジG・スタントン |
| 3                        | 左                       | Y・アルバレス            | 左                       | L・マッカラーズJr.M・マルドナードY・グリエルJ・アルトゥーベA・ブレグマンJ・ペーニャY・アルバレスC・マコーミックK・タッカーT・マンシーニ | 3                        | 一                       | A・リゾ                  | 左                       | N・コーテズJ・トレビーノA・リゾG・トーレスJ・ドナルド · ソンI・カイナー＝ · ファレファO・カブレラH・ベイダーA・ジャッジG・スタントン |
| 4                        | 三                       | A・ブレグマン            | 右                       | L・マッカラーズJr.M・マルドナードY・グリエルJ・アルトゥーベA・ブレグマンJ・ペーニャY・アルバレスC・マコーミックK・タッカーT・マンシーニ | 4                        | DH                       | G・スタントン            | 右                       | N・コーテズJ・トレビーノA・リゾG・トーレスJ・ドナルド · ソンI・カイナー＝ · ファレファO・カブレラH・ベイダーA・ジャッジG・スタントン |
| 5                        | 右                       | K・タッカー              | 左                       | L・マッカラーズJr.M・マルドナードY・グリエルJ・アルトゥーベA・ブレグマンJ・ペーニャY・アルバレスC・マコーミックK・タッカーT・マンシーニ | 5                        | 二                       | G・トーレス              | 右                       | N・コーテズJ・トレビーノA・リゾG・トーレスJ・ドナルド · ソンI・カイナー＝ · ファレファO・カブレラH・ベイダーA・ジャッジG・スタントン |
| 6                        | 一                       | Y・グリエル              | 右                       | L・マッカラーズJr.M・マルドナードY・グリエルJ・アルトゥーベA・ブレグマンJ・ペーニャY・アルバレスC・マコーミックK・タッカーT・マンシーニ | 6                        | 三                       | J・ドナルドソン          | 右                       | N・コーテズJ・トレビーノA・リゾG・トーレスJ・ドナルド · ソンI・カイナー＝ · ファレファO・カブレラH・ベイダーA・ジャッジG・スタントン |
| 7                        | DH                       | T・マンシーニ            | 右                       | L・マッカラーズJr.M・マルドナードY・グリエルJ・アルトゥーベA・ブレグマンJ・ペーニャY・アルバレスC・マコーミックK・タッカーT・マンシーニ | 7                        | 左                       | O・カブレラ              | 両                       | N・コーテズJ・トレビーノA・リゾG・トーレスJ・ドナルド · ソンI・カイナー＝ · ファレファO・カブレラH・ベイダーA・ジャッジG・スタントン |
| 8                        | 中                       | C・マコーミック          | 右                       | L・マッカラーズJr.M・マルドナードY・グリエルJ・アルトゥーベA・ブレグマンJ・ペーニャY・アルバレスC・マコーミックK・タッカーT・マンシーニ | 8                        | 遊                       | I・カイナー＝ファレファ  | 右                       | N・コーテズJ・トレビーノA・リゾG・トーレスJ・ドナルド · ソンI・カイナー＝ · ファレファO・カブレラH・ベイダーA・ジャッジG・スタントン |
| 9                        | 捕                       | M・マルドナード          | 右                       | L・マッカラーズJr.M・マルドナードY・グリエルJ・アルトゥーベA・ブレグマンJ・ペーニャY・アルバレスC・マコーミックK・タッカーT・マンシーニ | 9                        | 捕                       | J・トレビーノ            | 右                       | N・コーテズJ・トレビーノA・リゾG・トーレスJ・ドナルド · ソンI・カイナー＝ · ファレファO・カブレラH・ベイダーA・ジャッジG・スタントン |
| 先発投手                 | 先発投手                 | 先発投手                 | 投球                     | L・マッカラーズJr.M・マルドナードY・グリエルJ・アルトゥーベA・ブレグマンJ・ペーニャY・アルバレスC・マコーミックK・タッカーT・マンシーニ | 先発投手                 | 先発投手                 | 先発投手                 | 投球                     | N・コーテズJ・トレビーノA・リゾG・トーレスJ・ドナルド · ソンI・カイナー＝ · ファレファO・カブレラH・ベイダーA・ジャッジG・スタントン |
| L・マッカラーズJr.       | L・マッカラーズJr.       | L・マッカラーズJr.       | 右                       | L・マッカラーズJr.M・マルドナードY・グリエルJ・アルトゥーベA・ブレグマンJ・ペーニャY・アルバレスC・マコーミックK・タッカーT・マンシーニ | N・コーテズ              | N・コーテズ              | N・コーテズ              | 左                       | N・コーテズJ・トレビーノA・リゾG・トーレスJ・ドナルド · ソンI・カイナー＝ · ファレファO・カブレラH・ベイダーA・ジャッジG・スタントン |